# Ковила каменелюбна
Ковила́ каменелю́бна (Stipa lithophila) — багаторічна рослина родини тонконогових, ендемік України. Занесена до Європейського червоного списку і Червоної книги України у статусі «Неоцінений». Перспективна декоративна і протиерозійна культура.

## Опис
Трав'яниста рослина заввишки 40-55 см, гемікриптофіт. Коренева система густомичкувата. Злак утворює щільні дернини завширшки до 20 см. Стебла являють собою численні соломини. Листки щетиноподібні, згорнуті, іноді плоскі, 30-40 см завдовжки та 3-7 мм завширшки. Більшість з них сконцентрована біля основи стебел у вигляді розетки, стеблових листків 3-4 штуки. Суцвіття — розлога волоть. Остюк 30-42 см завдовжки, білопірчастий.

## Екологія та поширення
Вид світлолюбний і посухостійкий, полюбляє ґрунти з високим вмістом кальцію. Зростає у кам'янистих степах, на узліссях та в розріджених хвойних лісах, а також серед скель, де виходи верхнеюрських вапняків оголюються, а в щілинах накопичується дерновий ґрунт. У місцях з локально високою чисельністю під час цвітіння створює аспект. Квітне у травні-червні, плодоносить у липні. Розмножується вегетативно та насінням.
Ареал виду надзвичайно вузький — ковила каменелюбна розповсюджена лише у Гірському Криму, окремі особини інколи трапляються на південному узбережжі півострова. Популяції сильно фрагментовані, розріджені і лише зрідка утворюють смуги з суцільним проектним покриттям.

## Значення і статус виду
В минулому популяції ковили каменелюбної зазнавали сильного антропогенного тиску внаслідок надмірного випасання худоби, станом на 2015 рік нормальному відтворенню виду перешкоджають переважно природні фактори (низька екологічна пластичність і конкурентна спроможність виду). Рослина охороняється в Ялтинському гірсько-лісовому, Кримському, Карадазькому заповідниках, заказниках «Новий Світ», «Мис Айя», Байдарському, пам'ятках природи «Демерджі», «Ак-Кая» та «Гора Кішка».
У зв'язку з низькою чисельністю вид господарського значення не має, хоча доволі декоративний. В природі ковила каменелюбна приносить користь запобігаючи ерозії, особливо в місцях з тонким і нетривким шаром ґрунту.

## Систематика
Монотиповий вид, в межах якого не описано жодних підвидів. В європейських наукових колах цей таксон розглядається як синонім ковили пірчастої. В свою чергу, синонімом ковили каменелюбної вважається Stipa eriocaulis Borb. subsp. lithophila (P.Smirn.) Tzvelev.